# Jiří Kolář (železničář)
Jiří Kolář (* 19. dubna 1963) je český železničář, manažer a státní úředník. Od roku 2014 je ředitelem Drážního úřadu, předtím působil ve vedení Českých drah a v letech 2012–2014 byl generálním ředitelem Správy železniční dopravní cesty.

## Životopis
Absolvoval studium oboru Povoz a ekonomika dopravy na Fakultě provozu a ekonomiky Vysoké školy dopravní v Žilině. V roce 1999 získal doktorát na Dopravní fakultě Jana Pernera Univerzity Pardubice a v roce 2018 byl jmenován docentem na Českém vysokém učení technickém v Praze.
Od roku 1983 pracoval u Československých státních drah v různých provozních funkcích. V letech 1993–1999 byl u Českých drah přednostou železniční stanice Kladno. V letech 1999–2004 byl ředitelem Obchodně provozního ředitelství (OPŘ) Českých drah v Ústí nad Labem.
Od 1. června 2005 byl náměstkem generálního ředitele Českých drah pro osobní dopravu. Na začátku února 2008 jej ve funkci nahradil manažer konkurenční Veolia Transport Petr Moravec. Některá média Kolářův odchod spojovala s problémy při přechodu na vlakový grafikon 2008 nebo s příchodem finančníka Petra Žaludy do čela ČD k 1. únoru 2008. K 1. únoru 2008 byl Jiří Kolář jmenován do nově vytvořené funkce náměstka ČD pro provoz.
V letech 2005–2010 byl členem představenstva Českých drah, v letech 2006–2009 byl členem představenstva Jídelní a lůžkové vozy, v letech 2007–2010 byl členem dozorčí rady Nadace Okřídlené kolo (určené k opravám a údržbě historických železničních vozidel a zařízení), v letech 2008–2014 byl členem dozorčí rady The Winton Train (společnosti, která navazuje na odkaz sira Nicholase Wintona a zabývá se vzděláváním o historii holokaustu a výchovou k demokracii a toleranci).
V letech 2011–2012 byl náměstkem generálního ředitele Správy železniční dopravní cesty (SŽDC). Dne 19. dubna 2012 jej správní rada Správy železniční dopravní cesty vybrala z 21 kandidátů do funkce generálního ředitele SŽDC. Ve vedení SŽDC tak nahradil Pavla Habartu, který byl řízením organizace pověřen od října 2010. Ve své kandidátské vizi kladl Kolář důraz na komunikaci s dopravci i objednateli dopravy a důsledné čerpání evropských peněz. Z funkce generálního ředitele SŽDC byl odvolán v květnu 2014.
Od 1. srpna 2014 je ředitelem Drážního úřadu. Ve výběrovém řízení funkci obhájil a podruhé byl jmenován 1. dubna 2016. Potřetí byl v souvislosti se změnou zákona o státní službě jmenován ředitelem DÚ 1. srpna 2023.
Je ženatý, má tři děti a ovládá angličtinu.

## Kritika Drážní inspekce
Dne 30. května 2008 a 4. srpna 2008 zaslal náměstkovi ministra dopravy Vojtěchu Kocourkovi dopisy, v nichž kritizoval postup Drážní inspekce a jejího inspektora Michala Miklendy a způsob, jak Drážní inspekce informovala Evropskou železniční agenturu o příčinách nehody v Moravanech. Tyto výtky vedly začátkem října 2008 k vyhrocení sporu mezi Ministerstvem dopravy ČR a Drážní inspekcí, které generální inspektor DI Roman Šigut interpretoval tak, že se „politici, úředníci a soukromá firma spojili a vyvinuli extrémní tlak k ovlivnění vyšetřování.“

## Kritika Jiřího Koláře
Kritiku Jiřího Koláře rozpoutalo Občanské sdružení pro ekologickou dopravu na Děčínsku (SED) v souvislosti se snahou náměstka o zrušení provozu na trati z Děčína do Oldřichova u Duchcova. České dráhy podnikaly kroky k zastavení osobní dopravy a následnému zrušení tratě, přestože obce v říjnu 2007 deklarovaly ochotu dopravu na trati financovat. Za motiv snahy o zrušení trati byl považován záměr postavit v tělese dráhy dálniční přivaděč k dálnici D8. Ministr životního prostředí Martin Bursík naopak obnovení provozu a trati podpořil a v dopise aktivistovi SED prohlásil, že snahy zrušit tuto trať jsou v přímém rozporu se státní politikou v oblastech životního prostředí i dopravy, a že celou kauzu vnímá jako zásadní precedens negativního přístupu veřejné správy k veřejné dopravě. Aktivisté SED žádali odvolání Jiřího Koláře z funkce náměstka pro osobní dopravu, protože se dle jejich názoru rozhodující měrou podílel na zastavení dopravy na této trati například tím, že neinformoval Drážní úřad o ochotě obcí financovat provoz.
Článek na Dopravním webu označil náměstka Koláře za výkonnou ruku ministerského náměstka Hodače a tvrdil, že Kolář sebelikvidační kroky ČD prosazuje a obhajuje, jak jen může.